# Achilles Ribeiro de Araújo
Achilles Ribeiro de Araújo (RJ, 8 de maio de 1895 – RJ, 24 de outubro de 1982) foi um médico brasileiro.
Foi eleito membro da Academia Nacional de Medicina em 1927, ocupando a Cadeira 63, quem tem Vicente Cândido Figueira de Saboia como patrono.